# Saint-Sauveur-la-Pommeraye
Pour les articles homonymes, voir Saint-Sauveur.
Saint-Sauveur-la-Pommeraye [seɪnt soʊˈvɜr lə ˈpɒməreɪ] est une commune française, située dans le sud du  département de la Manche en région Normandie, peuplée de 401 habitants.

## Géographie
L'altitude moyenne de Saint-Sauveur-la-Pommeraye est de 100 m environ. Sa superficie est de 5,27 km2. Sa latitude est de 48.836 degrés nord et sa longitude de 1.417 degrés ouest. Les villes et villages proches de Saint-Sauveur-la-Pommeraye sont : Folligny à 1,24 km, La Meurdraquière à 1,77 km, Équilly à 2,04 km, Hocquigny à 2,34 km, Saint-Jean-des-Champs à 3,60 km.

### Hydrographie
La commune est située dans le bassin Seine-Normandie. Elle est drainée par le ruisseau du Boscq, le cours d'eau 01 de la Bidellière, le cours d'eau 01 de la Fresnerie, le cours d'eau 02 de la Fresnerie, le ruisseau de Fouceuil et le ruisseau du Moulin de Ouénard,,.
Le ruisseau du Boscq, d'une longueur de 18 km, prend sa source dans la commune de La Meurdraquière et se jette  dans le golfe de Saint-Malo à Granville, après avoir traversé douze communes. 

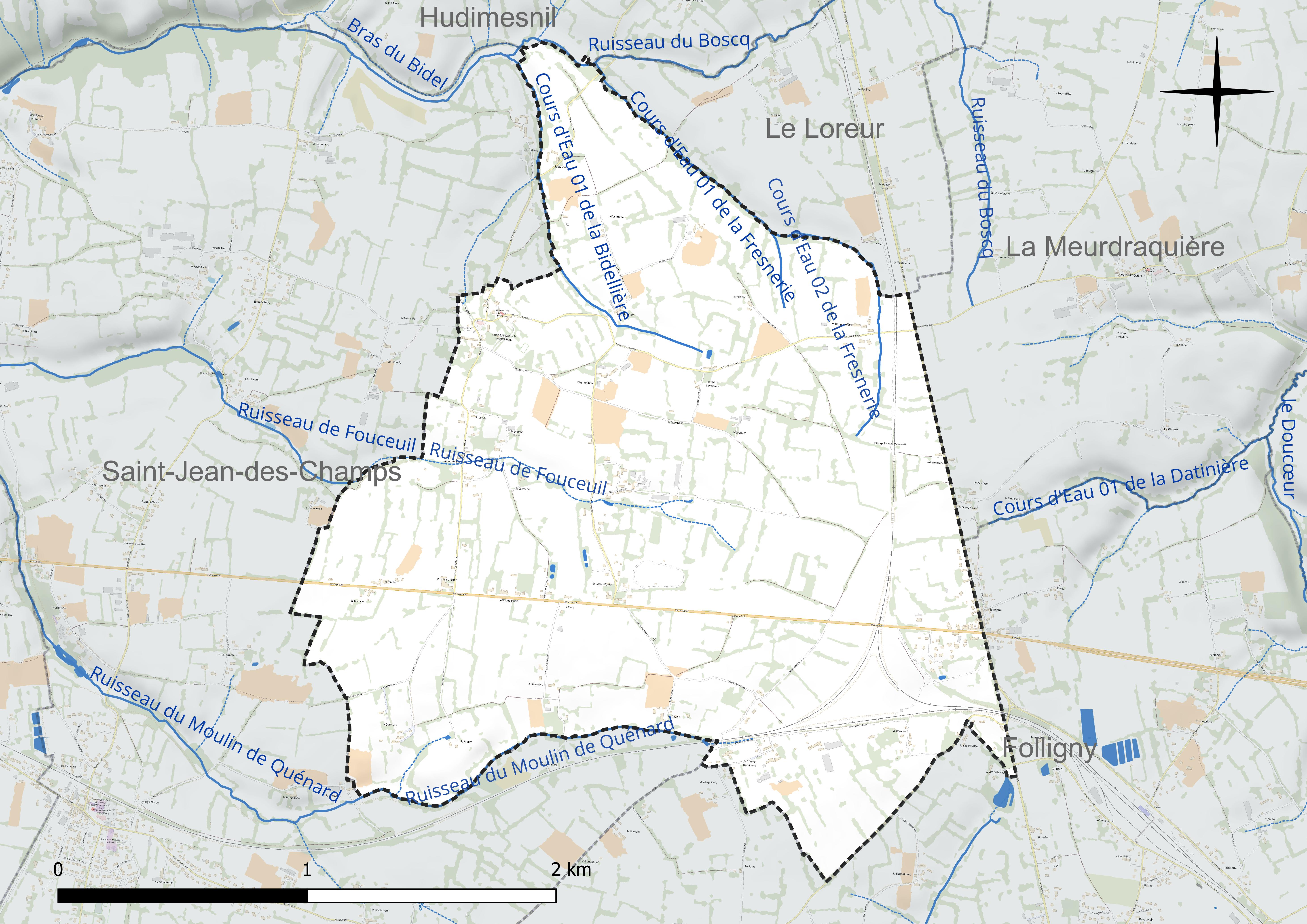
Réseau hydrographique de Saint-Sauveur-la-Pommeraye.

### Climat
Pour des articles plus généraux, voir Climat de la Normandie et Climat de la Manche.
En 2010, le climat de la commune est de type climat océanique franc, selon une étude du CNRS s'appuyant sur une série de données couvrant la période 1971-2000. En 2020, Météo-France publie une typologie des climats de la France métropolitaine dans laquelle la commune est exposée à un climat océanique et est dans une zone de transition entre les régions climatiques « Normandie (Cotentin, Orne) » et « Bretagne orientale et méridionale, Pays nantais, Vendée ». Parallèlement le GIEC normand, un groupe régional d’experts sur le climat, différencie quant à lui, dans une étude de 2020, trois grands types de climats pour la région Normandie, nuancés à une échelle plus fine par les facteurs géographiques locaux. La commune est, selon ce zonage, exposée à un « climat maritime », correspondant au Cotentin et à l'ouest du département de la Manche, frais, humide et pluvieux, où les contrastes pluviométrique et thermique sont parfois très prononcés en quelques kilomètres quand le relief est marqué.
Pour la période 1971-2000, la température annuelle moyenne est de 10,9 °C, avec une amplitude thermique annuelle de 12 °C. Le cumul annuel moyen de précipitations est de 977 mm, avec 13,9 jours de précipitations en janvier et 8,6 jours en juillet. Pour la période 1991-2020, la température moyenne annuelle observée sur la station météorologique la plus proche, située sur la commune de Longueville à 8 km à vol d'oiseau, est de 11,9 °C et le cumul annuel moyen de précipitations est de 802,4 mm,. Pour l'avenir, les paramètres climatiques de la commune estimés pour 2050 selon différents scénarios d’émission de gaz à effet de serre sont consultables sur un site dédié publié par Météo-France en novembre 2022.

## Urbanisme

### Typologie
Au 1er janvier 2024, Saint-Sauveur-la-Pommeraye est catégorisée commune rurale à habitat dispersé, selon la nouvelle grille communale de densité à sept niveaux définie par l'Insee en 2022. Elle est située hors unité urbaine. Par ailleurs la commune fait partie de l'aire d'attraction de Granville, dont elle est une commune de la couronne,. Cette aire, qui regroupe 34 communes, est catégorisée dans les aires de moins de 50 000 habitants,.

### Occupation des sols
L'occupation des sols de la commune, telle qu'elle ressort de la base de données européenne d’occupation biophysique des sols Corine Land Cover (CLC), est marquée par l'importance des territoires agricoles (100 % en 2018), une proportion identique à celle de 1990 (100 %). La répartition détaillée en 2018 est la suivante : prairies (49,3 %), terres arables (29,8 %), zones agricoles hétérogènes (20,8 %). L'évolution de l’occupation des sols de la commune et de ses infrastructures peut être observée sur les différentes représentations cartographiques du territoire : la carte de Cassini (XVIIIe siècle), la carte d'état-major (1820-1866) et les cartes ou photos aériennes de l'IGN pour la période actuelle (1950 à aujourd'hui).

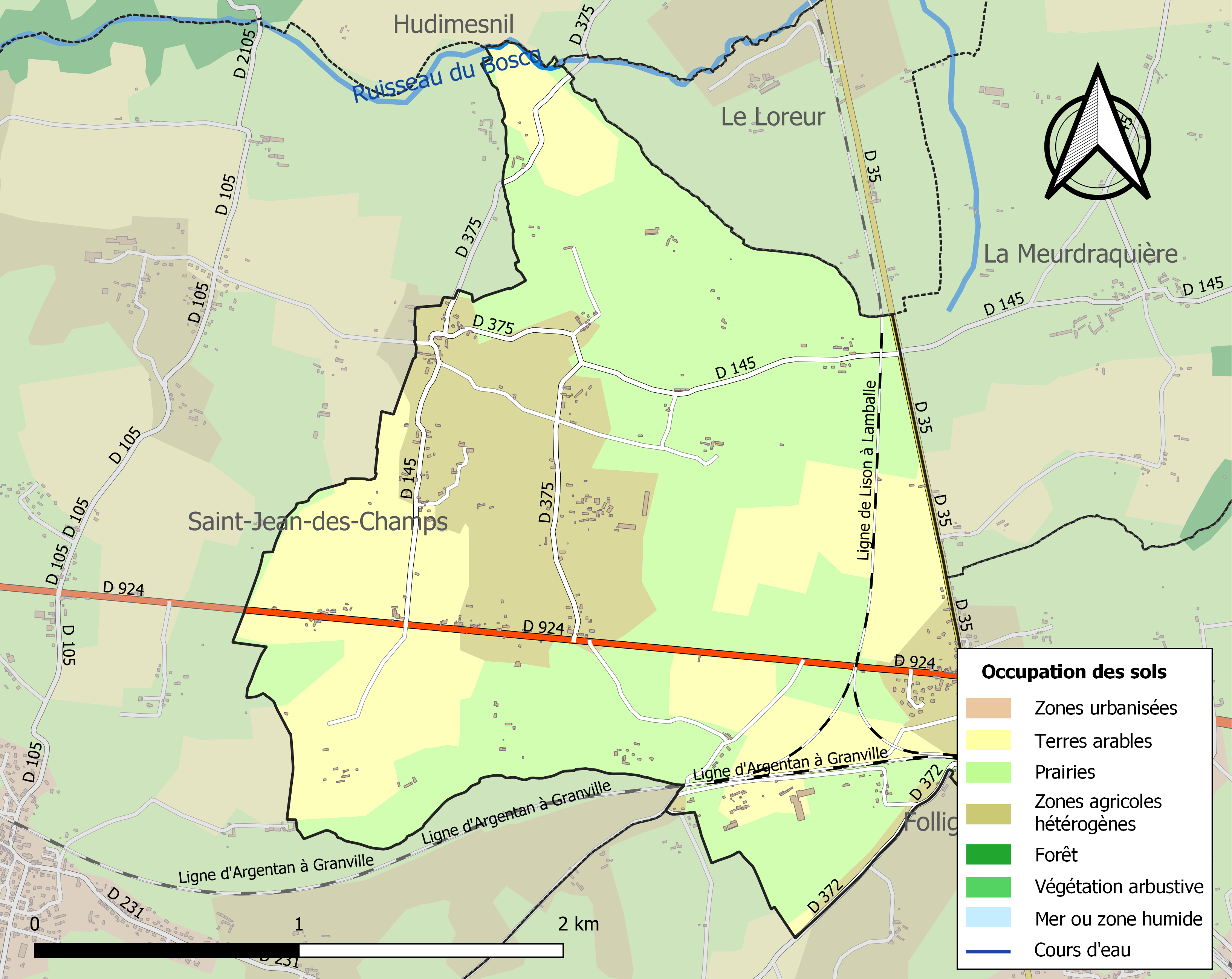
Carte des infrastructures et de l'occupation des sols de la commune en 2018 (CLC).

## Toponymie
Le nom de la localité est attesté sous les formes Pomaria en 1162 (cartulaire de la Luzerne), Pomeria en 1210, Sancti Salvatoris de Pomeria en 1211, Saint Sauveur la Pommeraye en 1793.
L'hagiotoponyme Saint-Sauveur désigne le Christ.
Le toponyme est issu de l'oïl pomeroie (« pommeraie »), « verger de pommiers »[réf. nécessaire],.
Le gentilé est Pommérien.

## Héraldique
| Blason de Saint-Sauveur-la-Pommeraye | Blason  | Écartelé : aux 1 et 4 d'argent à la pomme de gueules, aux 2 et 3 d'or plain ; à la croix de gueules brochant sur la partition chargé d'un léopard d'or. |
| Blason de Saint-Sauveur-la-Pommeraye | Détails | Le léopard d'or rappelle les armes de la Normandie. Le statut officiel du blason reste à déterminer.                                                    |

## Politique et administration

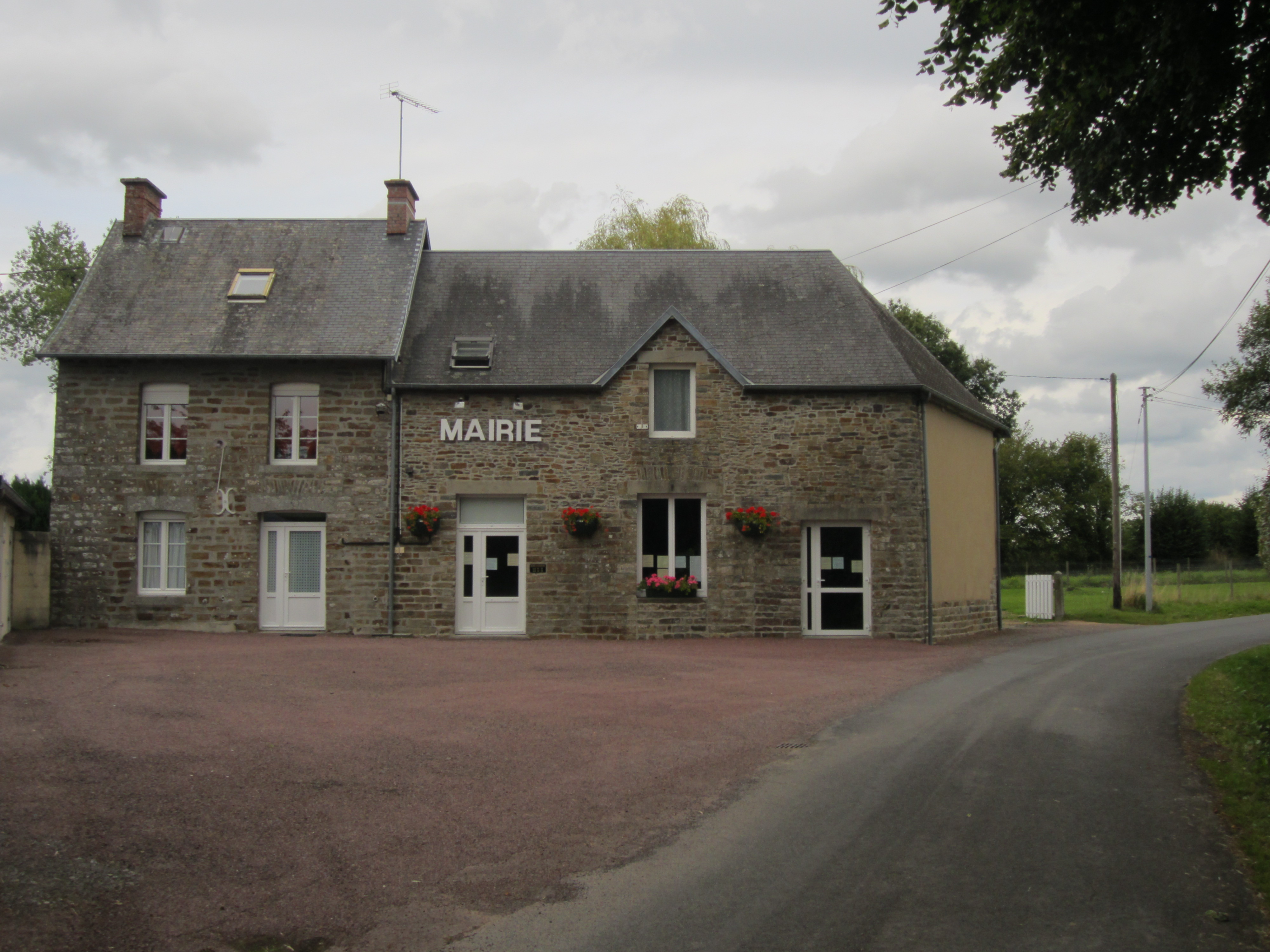
La mairie.

| Période                                                                                  | Période   | Identité               | Étiquette | Qualité                           |
| ---------------------------------------------------------------------------------------- | --------- | ---------------------- | --------- | --------------------------------- |
| 1792                                                                                     | 1796      | Pierre Herpin          |           |                                   |
| 1792                                                                                     |           | Jacques Bloche         |           |                                   |
|                                                                                          |           | Claude Hubert          |           |                                   |
|                                                                                          | 1798      | Jean Le Chevallier     |           |                                   |
| 1798                                                                                     | 1798      | Jean Louis Liron       |           |                                   |
| 1798                                                                                     | 1799      | Jean François Cotterel |           |                                   |
| 1798                                                                                     | 1799      | Jean François Cotterel |           |                                   |
| 1799                                                                                     | 1808      | Jacques Herpin         |           |                                   |
| 1808                                                                                     | 1822      | Charles Henri Cotterel |           |                                   |
| 1823                                                                                     | 1835      | Pierre Bourey          |           |                                   |
| 1835                                                                                     | 1848      | Louis Allain           |           |                                   |
| 1848                                                                                     | 1881      | Victor Bourey          |           |                                   |
| 1881                                                                                     | 1892      | Alphonse Coulombier    |           |                                   |
| 1892                                                                                     | 1918      | Auguste Allain         |           |                                   |
| 1918                                                                                     | 1919      | François Allain        |           |                                   |
| 1919                                                                                     | 1921      | Albert Pillevesse      |           |                                   |
| 1921                                                                                     | 1926      | Émile Lecathelier      |           |                                   |
| 1926                                                                                     | 1948      | Louis Boullot          |           |                                   |
| 1948                                                                                     | 1965      | Jules Vesval           |           |                                   |
| 1965                                                                                     | 1977      | Odette Chardon         |           |                                   |
| 1977                                                                                     | 1995      | Michel Hurault         |           |                                   |
| 1995                                                                                     | mars 2001 | Michel Mondon          | SE        |                                   |
| mars 2001                                                                                | mars 2014 | Michel Aumont          | SE        |                                   |
| mars 2014                                                                                | En cours  | Violaine Lion          | SE        | Restauratrice de tissus retraitée |
| Une partie des données est issue d'une liste établie par Jean Pouëssel et Michel Aumont. |           |                        |           |                                   |

## Démographie
L'évolution du nombre d'habitants est connue à travers les recensements de la population effectués dans la commune depuis 1793. Pour les communes de moins de 10 000 habitants, une enquête de recensement portant sur toute la population est réalisée tous les cinq ans, les populations de référence des années intermédiaires étant quant à elles estimées par interpolation ou extrapolation. Pour la commune, le premier recensement exhaustif entrant dans le cadre du nouveau dispositif a été réalisé en 2007.
En 2022, la commune comptait 401 habitants, en évolution de +11,08 % par rapport à 2016 (Manche : −0,31 %, France hors Mayotte : +2,11 %).
| 1793 | 1800 | 1806 | 1821 | 1831 | 1836 | 1841 | 1846 | 1851 |
| ---- | ---- | ---- | ---- | ---- | ---- | ---- | ---- | ---- |
| 532  | 528  | 611  | 730  | 629  | 598  | 547  | 554  | 530  |

| 1856 | 1861 | 1866 | 1872 | 1876 | 1881 | 1886 | 1891 | 1896 |
| ---- | ---- | ---- | ---- | ---- | ---- | ---- | ---- | ---- |
| 534  | 514  | 517  | 468  | 439  | 482  | 473  | 439  | 524  |

| 1901 | 1906 | 1911 | 1921 | 1926 | 1931 | 1936 | 1946 | 1954 |
| ---- | ---- | ---- | ---- | ---- | ---- | ---- | ---- | ---- |
| 476  | 441  | 430  | 334  | 364  | 350  | 353  | 359  | 342  |

| 1962 | 1968 | 1975 | 1982 | 1990 | 1999 | 2006 | 2007 | 2012 |
| ---- | ---- | ---- | ---- | ---- | ---- | ---- | ---- | ---- |
| 335  | 306  | 241  | 247  | 272  | 272  | 308  | 313  | 314  |

| 2017 | 2022 | - | - | - | - | - | - | - |
| ---- | ---- | - | - | - | - | - | - | - |
| 376  | 401  | - | - | - | - | - | - | - |

## Économie
Deux commerces sont présents dans ce village :
- un bar, restaurant et tabac qui dispose d'une scène ouverte et qui accueille régulièrement des artistes pour des concerts ;
- un établissement de cinq chambres d'hôtes.

## Lieux et monuments
- Église Saint-Sauveur des XIIe, XVIIe – XVIIIe siècles. L'édifice abrite une chaire à prêcher du XVIIIe, un maître-autel, tombeau du XVIIIe, un retable et contre-retable en bois, des autels latéraux du XVIIIe, une Vierge à l'Enfant du XVIIe, une statue de saint Laurent du XIXe, un tableau Jésus sur la croix (1937) de Félix Rose (1867-1968)[23].

Au XIIe siècle, Guillaume de Saint-Jean, seigneur de la Pommeraie, donna l'église à l'abbaye de La Lucerne. En 1221, Hugues de Morville la transmit à l'Hôtel-Dieu de Coutances.
La dîme était partagée entre le prieur de l'Hôtel-Dieu, le curé du village, les abbayes du Mont-Saint-Michel et de La Lucerne.
L'église dépend de la paroisse Sainte-Marie-de-la-Baie du doyenné du pays de Granville-Villedieu.
- Ancien presbytère aménagé en appartements.
- Ancienne école aménagée en appartements et en salle communale.
- Oratoire et petite chapelle Notre-Dame de Bonsecours à l'Aumondière du XIXe siècle. Au-dessus de la porte de la chapelle, peinture (1921) de Félix Rose.
- Grotte à la Vierge (1936) route du Tournebride.
- Croix XIXe siècle et if funéraire du cimetière.
- Croix de chemin (XVIIe et XIXe siècles) route de l'École et D 924.

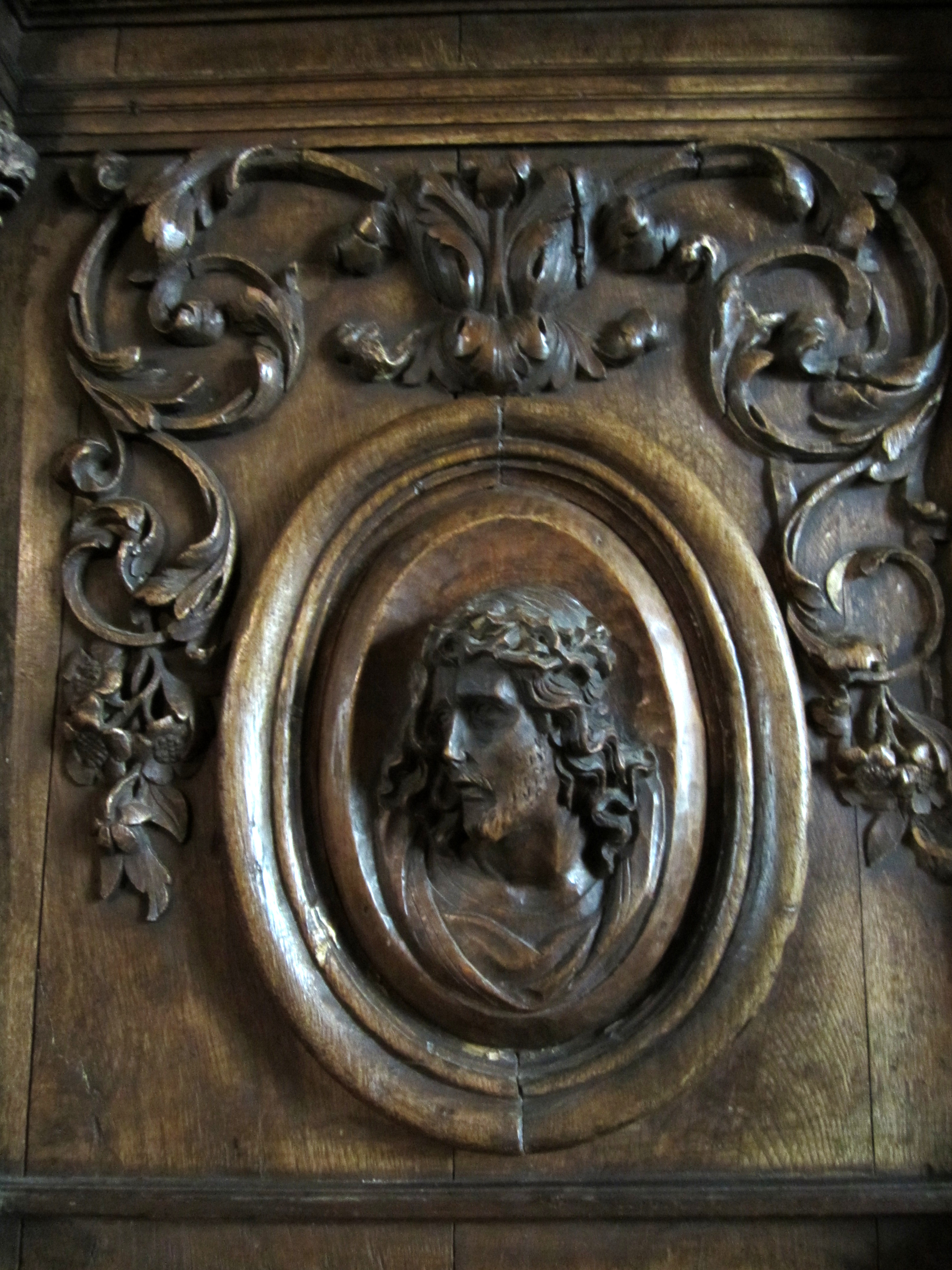
Détail du retable de l'église Saint-Sauveur.
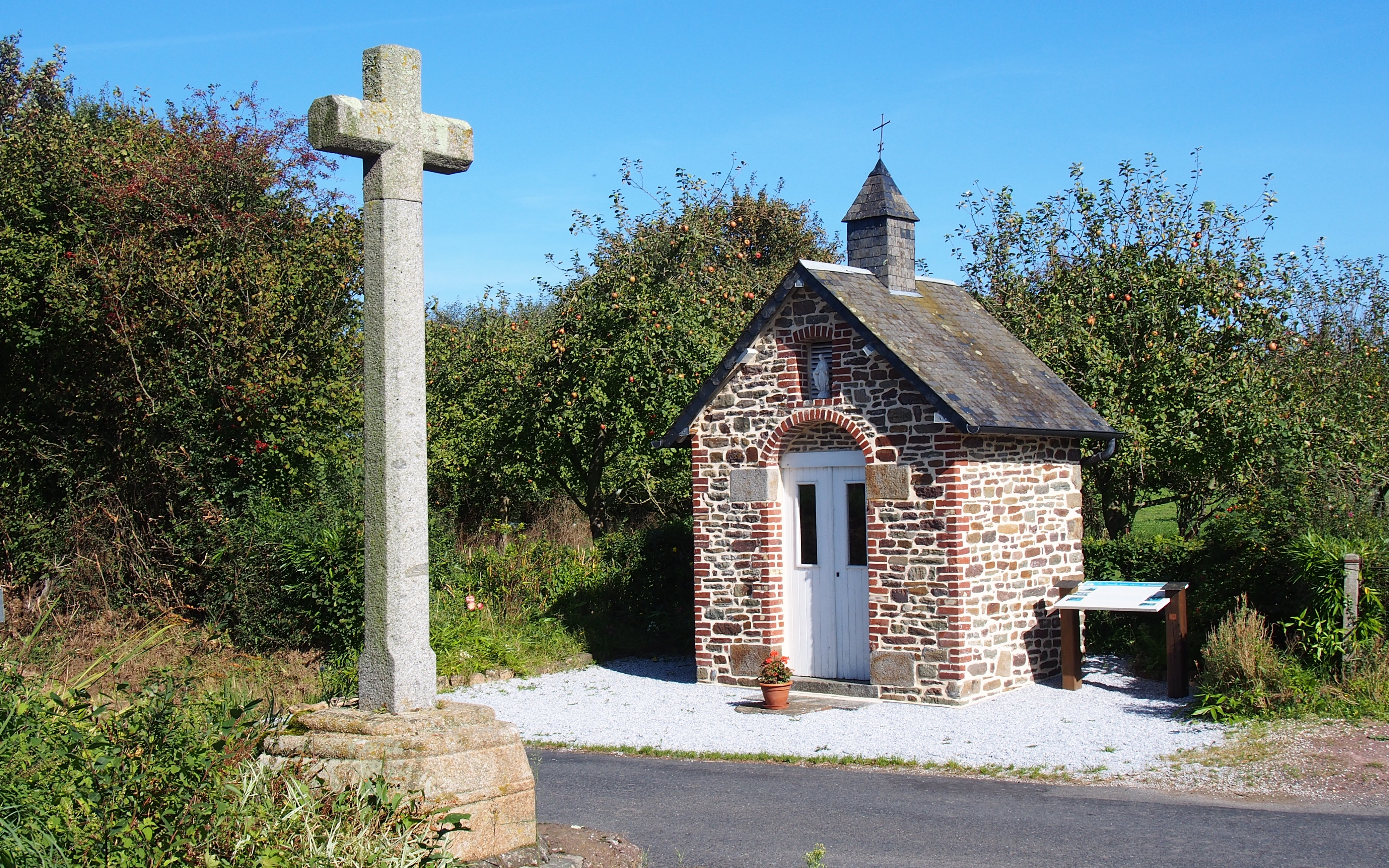
Chapelle et calvaire de l'Aumondière.

## Activité et manifestations
- Fête patronale le troisième week-end de juin.